# Brouk a Babka
Brouk a Babka byla společnost provozující v Československu síť obchodních domů (zvaných též Broukárna).

## Historie

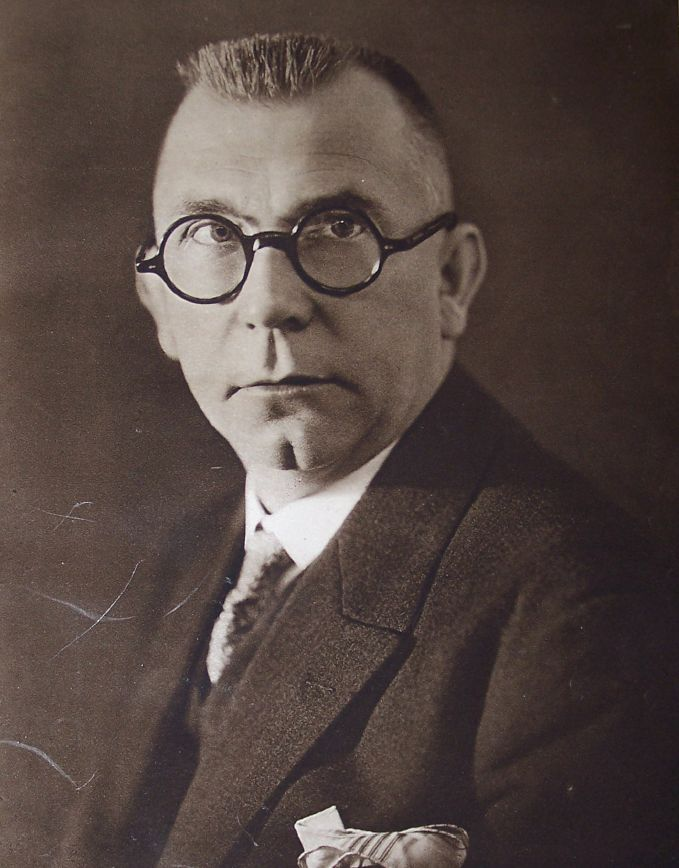
Zakladatel Jaroslav Brouk st. (1884–1953)

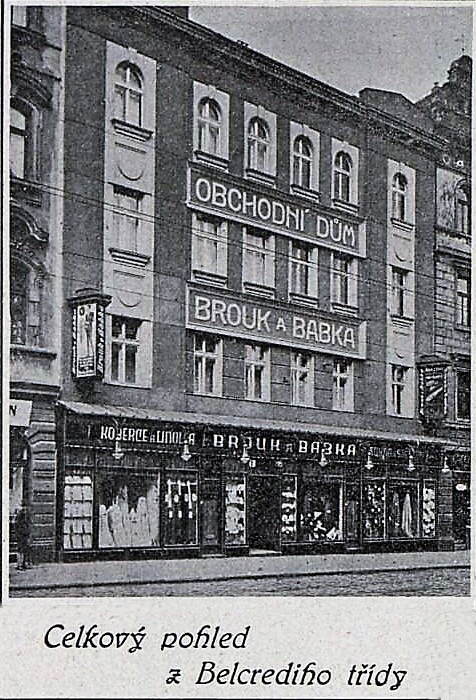
"Brouk a Babka" v Praze, Belcrediho třída 58/35, rok 1925

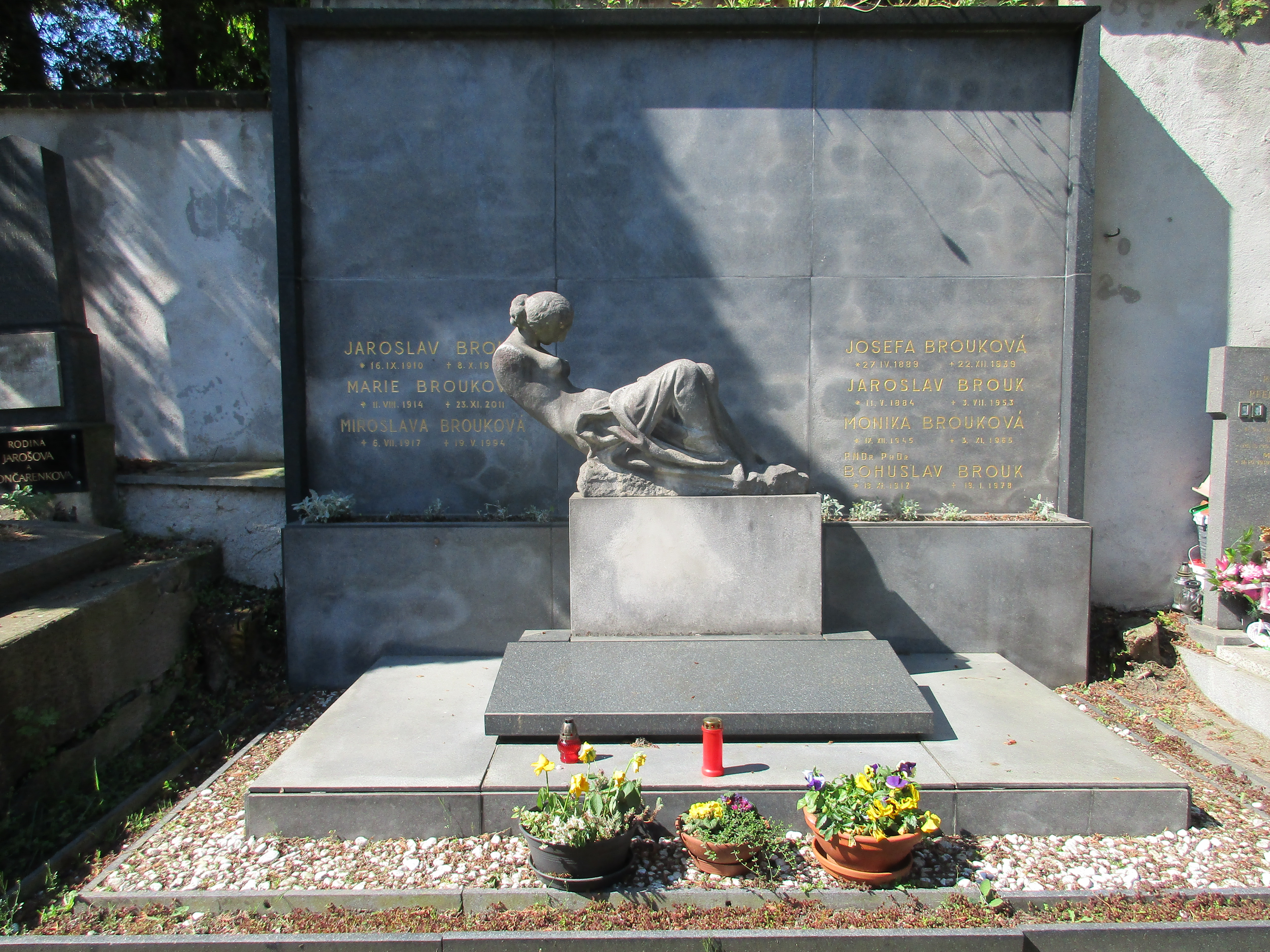
Hrob Jaroslava Brouka, obchodníka a spolumajitele obchodních domů Brouk a Babka - hřbitov Holešovice

Jaroslav Brouk (nar. 11. května 1884 v Hlincích) se nejprve vyučil obchodníkem a poté vystudoval ještě obchodní akademii. Při studiu se seznámil s Josefem Babkou. Sousloví „Brouk a Babka“ začali podle vzpomínek Brouka používat jejich profesoři, kteří je společně vyvolávali a toto pořadí se jim jevilo jako libozvučnější než abecední pořadí Babka a Brouk.
Po dokončení školy působil Brouk v Praze a Babka ve Vídni, zůstali však nadále v korespondenčním kontaktu. Nejprve získávali praxi u různých obchodníků, ve svých 24 letech si oba založili vlastní samostatné podniky, ale krátce poté roku 1908 založili společnou firmu. Josef Babka kvůli špatnému zdravotnímu stavu zanechal podnikání roku 1910, ale název firmy již zůstal nezměněn. Firma se rychle rozvíjela, pouze na dobu první světové války byl Jaroslav Brouk povolán do armády a firma mezitím stagnovala, ovšem po návratu v rozvoji firmy pokračoval. Zaváděl ve svých obchodních domech moderní formy prodeje jako samoobslužný prodej a zásilkovou službu.
Jejich obchodní domy vynikaly mimořádnou architektonickou úrovní. Například obchodní dům Bílá labuť, otevřená roku 1939, byla vybavena nejmodernějšími zařízeními, například pokladní potrubní poštou, eskalátory, dětskými koutky a osm metrů vysokou otáčející se neonovou labutí. Bílá Labuť vznikla na základě rychlé architektonické soutěže a jejím autory byli Josef Kittrich a Josef Hrubý. Obchodní dům B+B v Brně z roku 1934 od Miroslava Kopřivy pak byl postaven v rekordně rychlém čase.
V roce 1919 byla založena veřejná obchodní společnost B+B, v roce 1927 byla přeměněna na akciovou společnost.
Po skončení druhé světové války se firmy ujal Jaroslav Brouk mladší, avšak po komunistickém převratu v roce 1948, respektive 1949 byl podnik znárodněn a řetězec obchodních domů předán různým národním podnikům. Rodina Jaroslava Brouka odešla do emigrace. Druhým synem zakladatele firmy byl Bohuslav Brouk, publicista a popularizátor psychoanalýzy.

## Obchodní domy

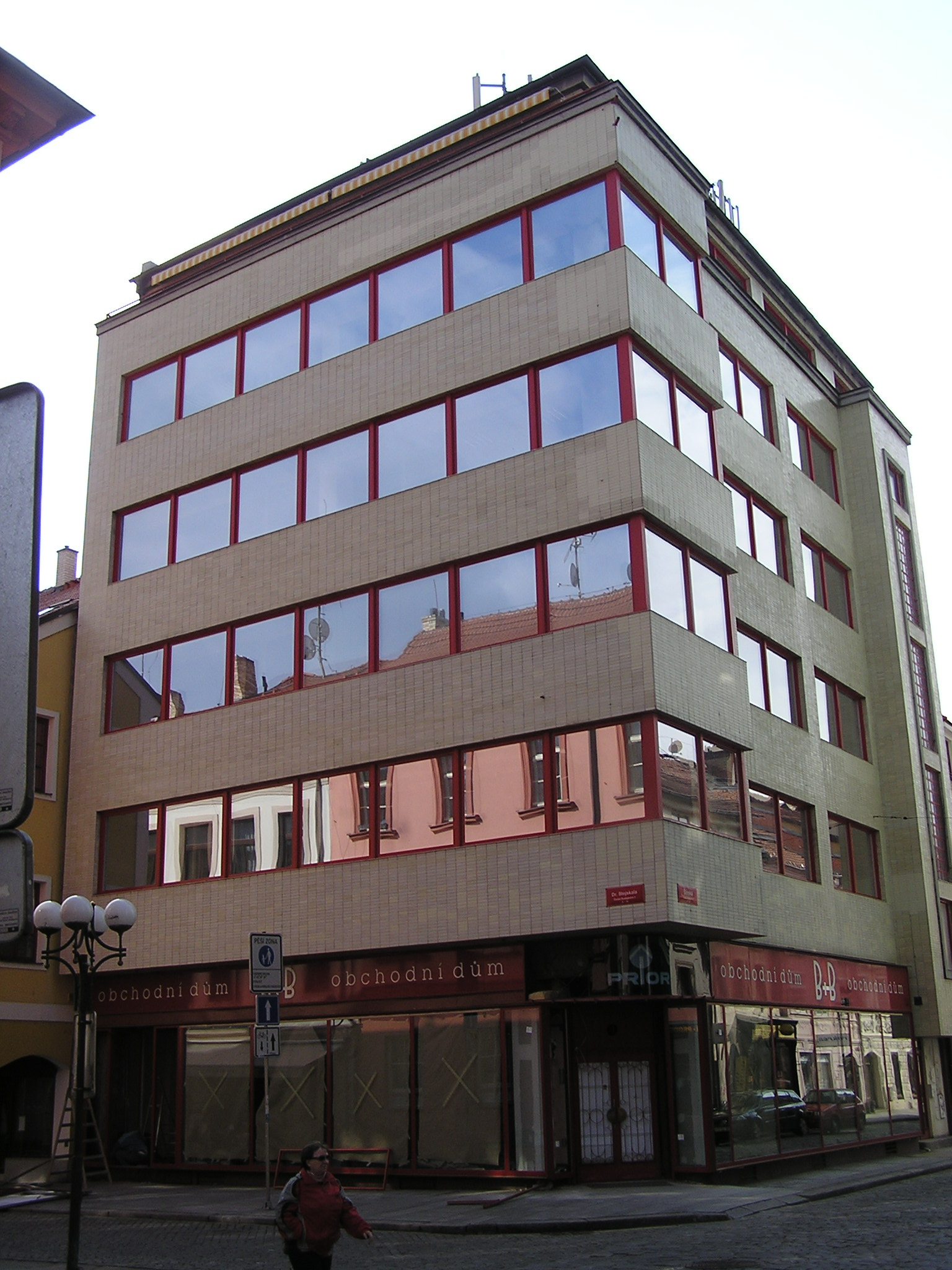
OD B+B v Českých Budějovicích

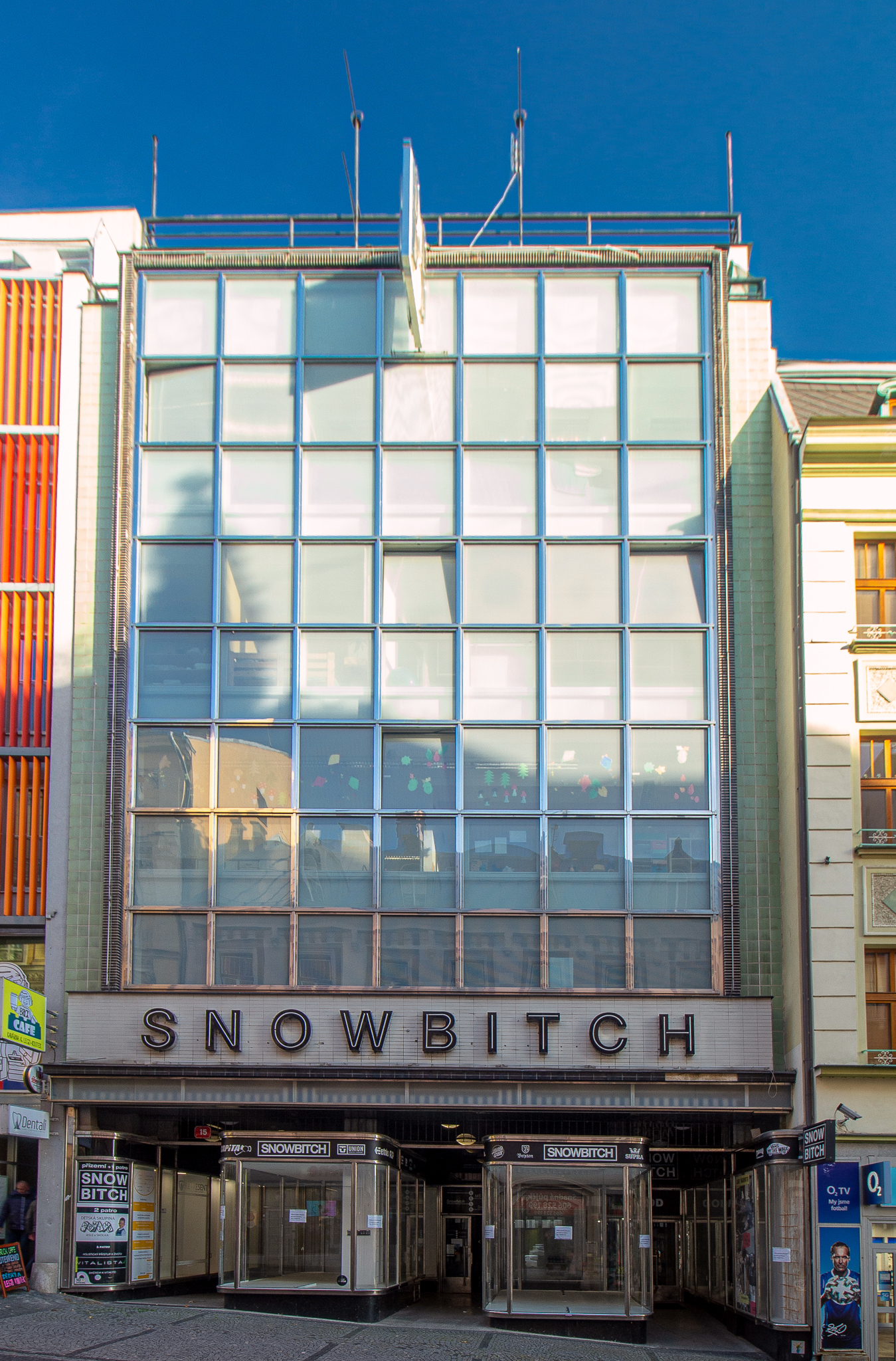
OD B+B v Liberci

Prvním obchodem společné firmy byl od roku 1908 malý koloniál v Praze-Holešovicích. Od roku 1910 firma provozovala několik prodejen s různým sortimentem, nejvíce s textilem. V roce 1911 již měla 30 stálých zaměstnanců. Poté zakoupila pozemek v Praze na Letné, na Belcrediho třídě (dnes Milady Horákové) pro stavbu svého prvního velkého obchodního domu.
Postupně firma postavila a provozovala řadu dalších velkých obchodních domů, které byly ve většině případů funkcionalistickými skvosty:
- Brouk a Babka (Letná) v Praze[2]
- Brouk a Babka (České Budějovice),[2] od roku 1928 měli B+B svoje oddělení v obchodním domě U Smetanů, roku 1935 postaven nový obchodní dům nazývaný Broukárna, od roku 1951 Vltavan, od roku 1980 Dětský dům[4], 1983–1989 pro špatný stav uzavřen[3]
- Brouk a Babka (Plzeň)[2]
- Brouk a Babka (Brno),[2] 1934, arch. Miroslav Kopřiva, později Moravanka a nově OD Baťa
- Brouk a Babka (Liberec),[2] 1936, od roku 1950 Jiskra, památkově chráněný;[5][6] arch. Jan Gillar
- Brouk a Babka (Bratislava);[2] arch. Christian Ludwig
- Brouk a Babka (Ostrava), 1928,[2] (později Ostravanka, od roku 2001 Dům knihy Librex, nyní Dům Knihy Knihcentrum, zapsán v seznamu nemovitých kulturních památek České republiky); arch. Karel Kotas
- Bílá labuť v Praze (otevřena v březnu 1939, od roku 1994 zapsaná v seznamu památek);[2] Josef Kittrich a Josef Hrubý

## Další uživatelé názvu
V roce 2003 byla v Praze založena společnost Brouk a Babka, s. r. o. se sídlem v Bubenči. Jejím většinovým a později jediným podílníkem je RNDr. Jaroslav Košut, CSc., MBA z Prahy-Suchdola.
Je registrováno rovněž několik ochranných známek podobného znění. Ochranná známka Brouk a Babka nemá s původní firmou nic společného a byla předmětem soudních sporů. V evidenci Úřadu průmyslového vlastnictví jsou uvedeny tyto ochranné známky
- BROUK A BABKA (číslo zápisu 174983), Brouk a Babka, s. r. o. z Prahy (původně Jaroslav Košut), zapsaná od 17. února 1994, pro velký rozsah výrobků a činností
- BROUK A BABKA (číslo zápisu 264791), Severocentrum, a. s. z Ústí nad Labem, zapsaná od 23. července 2004, pro správu nemovitostí.
- BROUK + BABKA (číslo zápisu 174985), Jaroslav Košut, zapsaná od 17. února 1994 pro řadu typů potravinářských výrobků, zanikla 24. dubna 2002
- BROUK + BABKA (číslo zápisu 207005), B+B cb s.r.o. České Budějovice, původním názvem Brouk a Babka, společnost s ručením omezeným, známka zapsaná 27. ledna 1998, platná do 26. června 2008, pro různé druhy koženého a podobného zboží. Rozhodnutím Úřadu průmyslového vlastnictví ze dne 1. března 2001 byla vymazána kombinovaná ochranná známka č. 207005 ve znění „BROUK + BABKA", a to pro shodné slovní prvky s ochrannou známkou č. 174983 ve znění „BROUK A BABKA". Rozklad, správní žaloba i ústavní stížnost byly zamítnuty.

Dvě žádosti o zaregistrování podobných ochranných známek byly Úřadem průmyslového vlastnictví zamítnuty.